# Dihidroksiaceton fosfat
Dihidroksiaceton fosfat (DHAP) je biohemijsko jedinjenje koje učestvuje u mnogim reakcijama, od Kalvinovog ciklusa kod biljaka do etar-lipid biosinteznog procesa kod Leishmania mexicana. Njegova glavna biohemijska uloga je u glikoliznom metaboličkom putu. DHAP se u nekim starijim tekstovima naziva gliceron fosfat.

## Dihidroksiaceton fosfat u glikolizi
Dihidroksiaceton fosfat je deo metaboličkog puta glikolize, i on je jedan dva produkta razlaganja fruktoza 1,6-fosfata, zajedno sa gliceraldehid 3-fosfatom. One se brzo i reverzibilno izomerizuje u gliceraldehid 3-fosfat.
| β-D-fruktoza 1,6-bisfosfat | fruktoza bisfosfat aldolaza | fruktoza bisfosfat aldolaza | D-gliceraldehid 3-fosfat |   | dihidroksiaceton fosfat |
|                            |                             |                             |                          | + |                         |
|                            |                             |                             |                          |   |                         |
|                            |                             |                             |                          |   |                         |
|                            |                             |                             |                          |   |                         |
|                            |                             |                             |                          |   |                         |
|                            | fruktoza bisfosfat aldolaza |                             |                          |   |                         |

Јedinjenje C05378 u KEGG Metabolički put bazi podataka. Enzim 4.1.2.13 u KEGG Metabolički put bazi podataka. Јedinjenje C00111 u KEGG Metabolički put bazi podataka. Јedinjenje C00118 u KEGG Metabolički put bazi podataka.
Numerisanje ugljenikovih atoma ukazuje na promene ugljenika na osnovu njihove pozicije u fruktoza 6-fosfatu.
| Dihidroksiaceton fosfat | trioza fosfat izomeraza | trioza fosfat izomeraza | D-gliceraldehid 3-fosfat |
|                         |                         |                         |                          |
|                         |                         |                         |                          |
|                         |                         |                         |                          |
|                         |                         |                         |                          |
|                         |                         |                         |                          |
|                         | trioza fosfat izomeraza |                         |                          |

Јedinjenje C00111 u KEGG Metabolički put bazi podataka.Enzim 5.3.1.1 u KEGG Metabolički put bazi podataka.Јedinjenje C00118 u KEGG Metabolički put bazi podataka.

## Dihidroksiaceton fosfat u drugim putevima
U Kalvinovom ciklusu, DHAP je jedan od produkata šestostruke redukcije 1,3-bisfosfoglicerata u NADPH. On isto javlja u sintezi sedoheptuloza 1,7-bisfosfata i fruktoza 1,6-bisfosfata. Ova dva jedinjenja se koriste u metabolizmu ribuloza 5-fosfata, ključnog ugljenog hidrata Kalvinovog ciklusa.
DHAP je takođe proizvod dehidrogenacije L-glicerol-3-fosfata koji je deo ulaza glicerola (proizvedenog iz triglicerida) u glikolitički put. U suprotno smeru, redukcija glikolizom-proizvedenog DHAP u L-glicerol-3-fosfat snabdeva adipozne ćelije sa aktiviranom glicerol osnovom koja im je potrebna za sintezu novih triglicerida. Obe reakcije su katalisane enzimom glicerol 3-fosfat dehidrogenaza sa NAD+/NADH kofaktorom.